# Trap Mirror
Trap mirror es el quinto álbum del grupo de rap valenciano Los Chikos del Maíz. Un formato disco que pretende acabar lo que supuso La estanquera de Saigón. El EP no contiene ninguna colaboración. Se compone por 4 canciones y una pista de audio a modo de intro: Relato Distópico.

## Polémica
Una de las canciones del EP, Los Pollos Hermanos, ha creado una serie de polémicas debido al sentido del tema. La canción es una crítica directa al rapero C. Tangana, con el cual han tenido ya algunos altercados. En medio de esta confrontación incluso ha aparecido la figura de Pablo Iglesias, secretario general de Podemos, que se ha mostrado a favor de Los Chikos del Maíz a través de Twitter.

## Lista de canciones
1. "Relato Distópico - Intro" (1:58)
2. "Black mirror (2:56)
3. "La Soledad del Corredor de Fondo" (4:06)
4. "Los Pollos Hermanos" (4:53)
5. "Un Bolero en Berlín" (5:22)